# Linsnärja
Linsnärja (Cuscuta epilinum) är en vindeväxtart som beskrevs av Carl Ernst August Weihe. Enligt Catalogue of Life ingår Linsnärja i släktet snärjor och familjen vindeväxter, men enligt Dyntaxa är tillhörigheten istället släktet snärjor och familjen vindeväxter. 
Linsnärja lever parasiterande på lin. Enligt den svenska rödlistan är arten nationellt utdöd i Sverige. Arten förekommer tillfälligtvis på Gotland, Nedre Norrland och Övre Norrland. Senaste dokumenterade förekomst på Gotland är från 1882. Äldsta belägg i Sverige över huvud taget är från 1950-talet. Arten har tidigare förekommit i Götaland, Öland och Svealand. Arten klassas sedan 2015 som nationellt utdöd i Sverige.
Inga underarter finns listade i Catalogue of Life.

## Bildgalleri

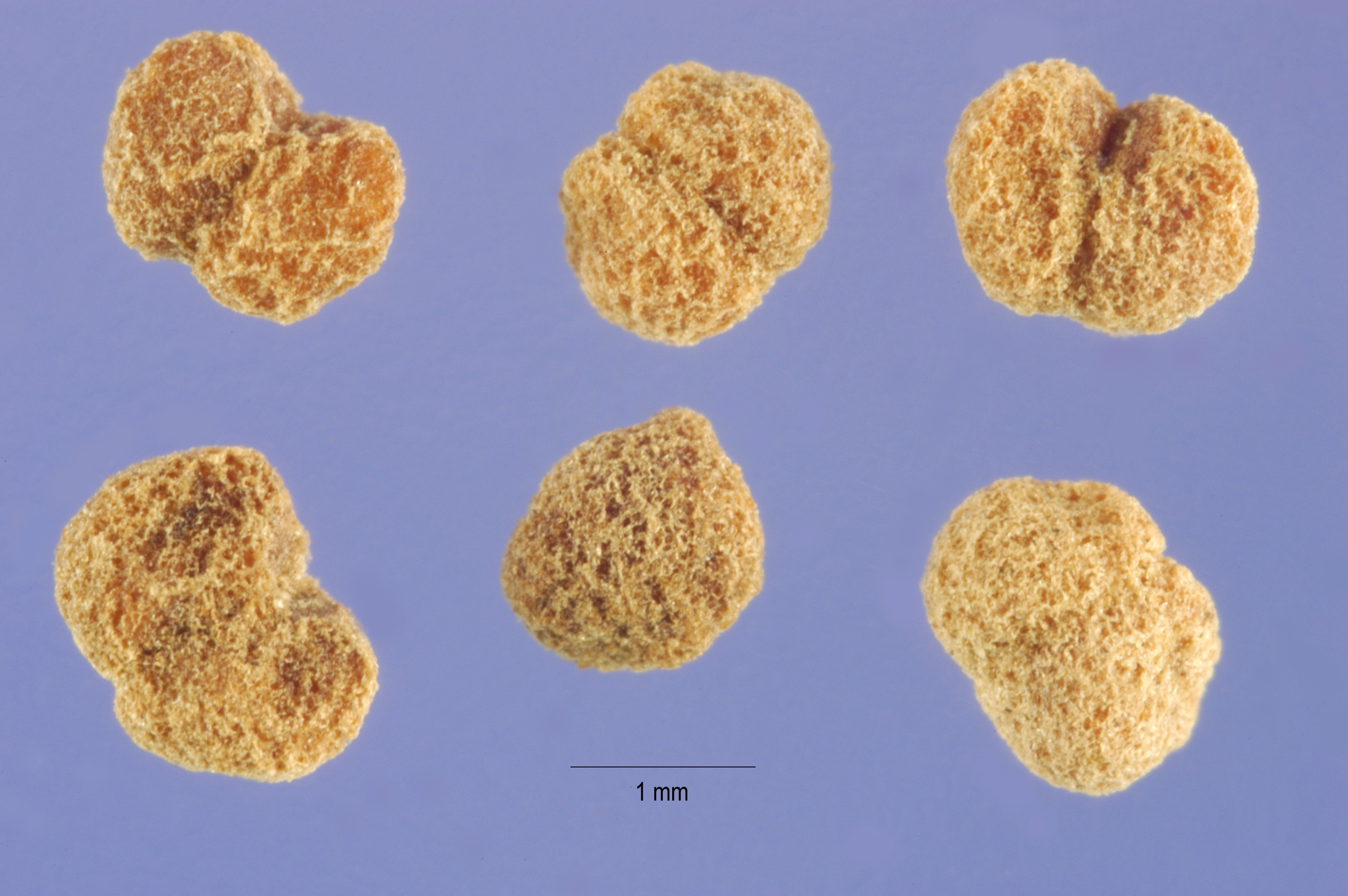
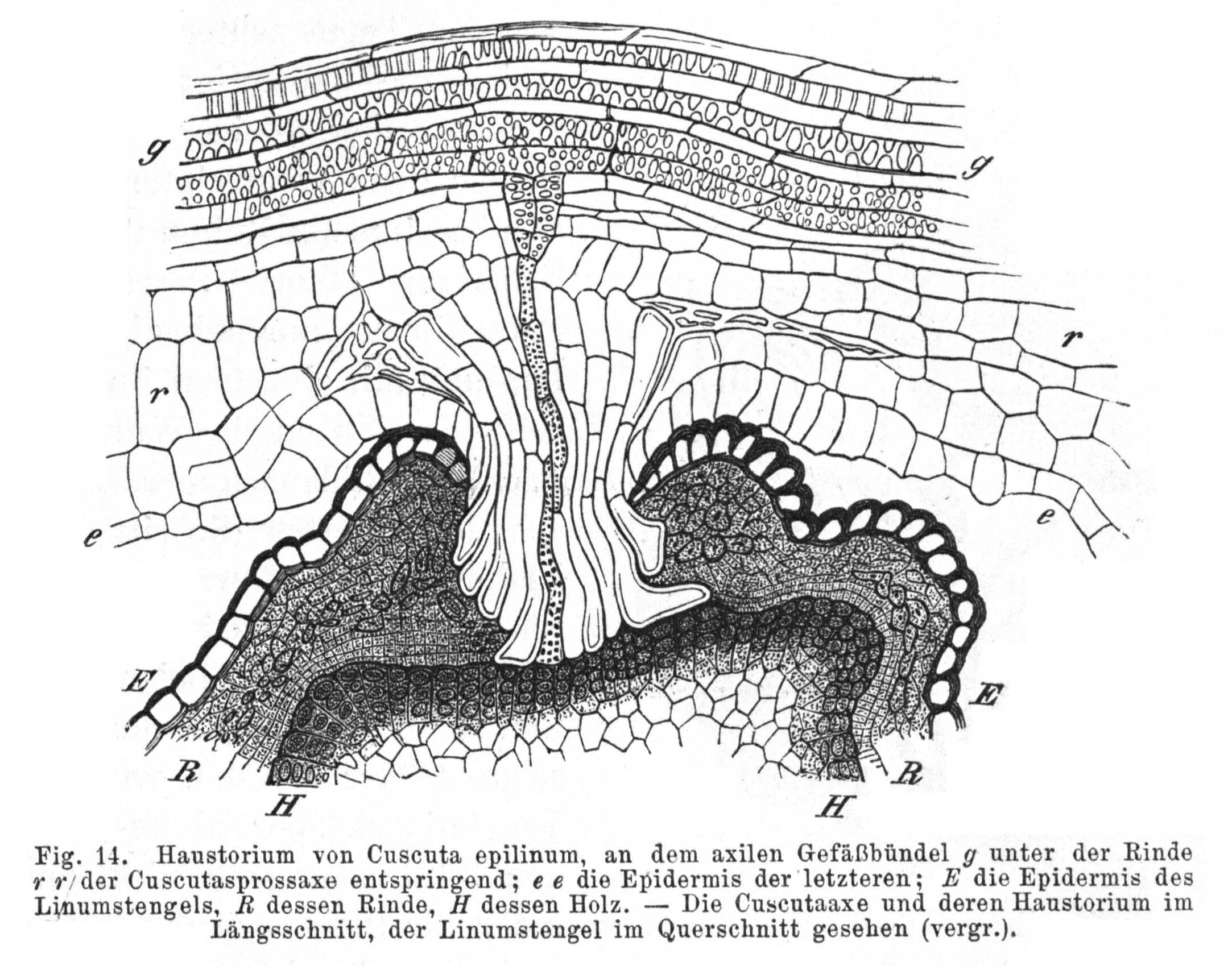
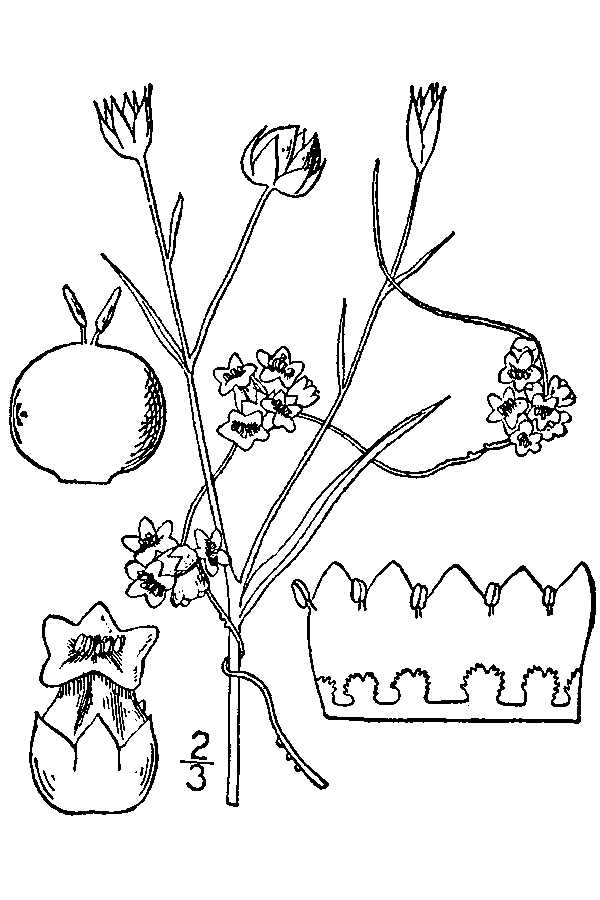
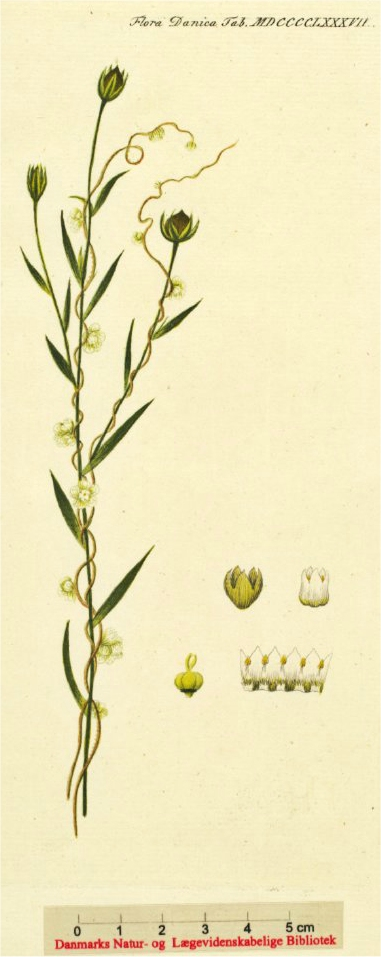
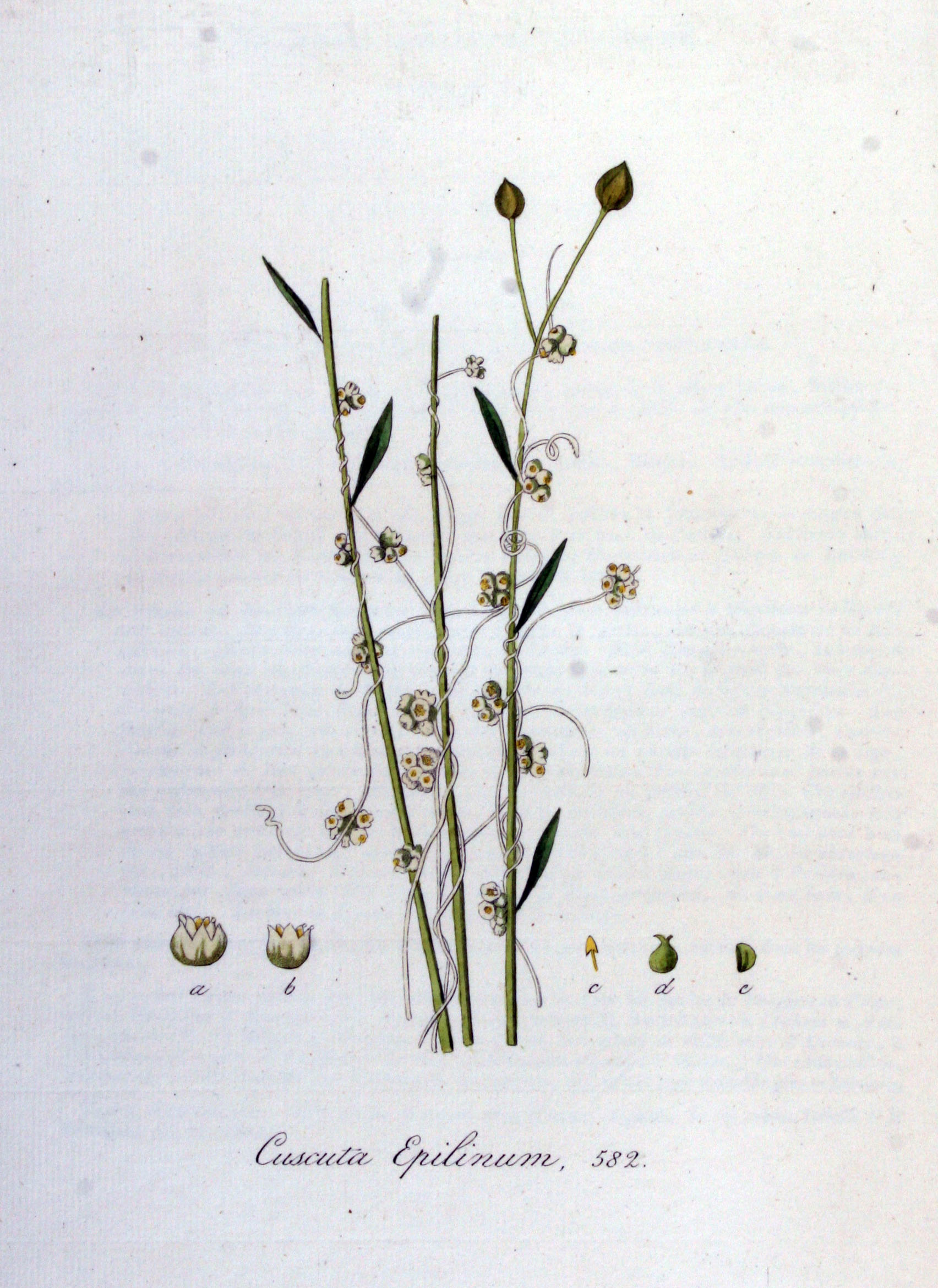